# Грег Яйтанес
Грег Яйтанес (на английски: Greg Yaitanes; роден на 18 юни 1970 г.) е американски телевизионен и филмов режисьор. През 2008 г. печели награда „Еми“ за работата си по „Д-р Хаус“ в категорията „Изключителна режисура на драматичен сериал“. Той е инвеститор в Twitter.

## Частична филмография
- „Анатомията на Грей“
- „Бягство от затвора“
- „Герои“
- „Д-р Хаус“
- „Изгубени“
- „Клъцни/Срежи“
- „Лас Вегас“
- „Наричана още“
- „От местопрестъплението: Маями“
- „От местопрестъплението: Ню Йорк“
- „Щети“